# Netelia columbiana
Netelia columbiana là một loài tò vò trong họ Ichneumonidae.